# 克倫曹湖

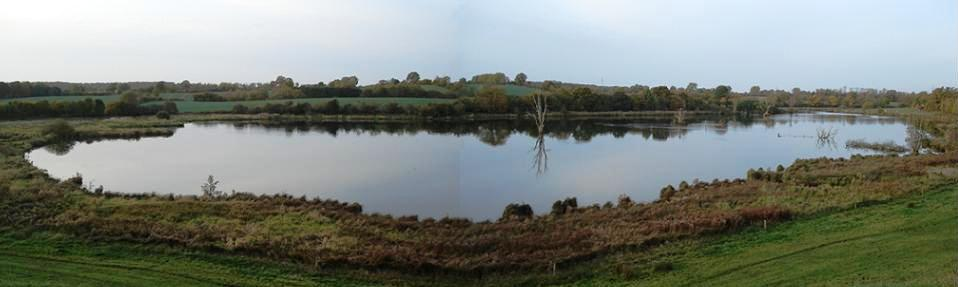

54°05′36″N 10°34′34″E / 54.09339°N 10.57612°E
克倫曹湖（德語：Klenzauer See），是德國的湖泊，位於該國北部石勒蘇益格-荷爾斯泰因州，由東荷爾斯泰因縣負責管轄，長0.5公里、寬0.2公里，面積0.1平方公里，平均水深0.5米，最大水深1.1米，湖岸線長度1.5公里。